# Бетанкур-ан-Во
Бетанкур-ан-Во́ (фр. Béthancourt-en-Vaux) — коммуна во Франции, находится в регионе Пикардия. Департамент коммуны — Эна. Входит в состав кантона Шони. Округ коммуны — Лан.
Код INSEE коммуны — 02081.

## Население
Население коммуны на 2010 год составляло 420 человек.
| 1962 | 1968 | 1975 | 1982 | 1990 | 1999 | 2010 |
| ---- | ---- | ---- | ---- | ---- | ---- | ---- |
| 316  | 327  | 301  | 371  | 353  | 368  | 420  |

## Экономика
В 2010 году среди 274 человек трудоспособного возраста (15—64 лет) 204 были экономически активными, 70 — неактивными (показатель активности — 74,5 %, в 1999 году было 72,2 %). Из 204 активных жителей работали 179 человек (100 мужчин и 79 женщин), безработных было 25 (12 мужчин и 13 женщин). Среди 70 неактивных 26 человек были учениками или студентами, 21 — пенсионерами, 23 были неактивными по другим причинам.